# 中村八大
中村 八大（なかむら はちだい、1931年〈昭和6年〉1月20日 - 1992年〈平成4年〉6月10日）は、日本の作曲家、ジャズピアニスト。
『上を向いて歩こう』、『こんにちは赤ちゃん』、『遠くへ行きたい』、『明日があるさ』など、1950年代末から1960年代にかけての数々のヒット曲を作曲した。
兄の中村二大（1921 - 生死不明）はクラリネット奏者。妹の夫は漫画家の寺田ヒロオ。

## 経歴

### 音楽との出会い
1931年、青島にて誕生。父親は青島の日本人学校で校長を務めており、自宅にはピアノや蓄音機、レコードなどがあるという恵まれた音楽環境であった。音楽的素養を認めた父の勧めで1940年春、小学4年生に進級すると同時に日本へ単身留学、新宿の国民学校へ転校。東京音楽学校（現在の東京芸術大学）の附属児童学園に週2回通い、ピアノと作曲の英才教育を受ける。しかし、技術習得を重視するハードトレーニングの教育方針に疑問を抱き、学園でのレッスンをさぼって新宿、浅草などの劇場に足しげく通っていた。
1941年末に太平洋戦争が始まると、翌1942年には早くも帝都は空襲に見舞われ始め、音楽留学を続けるのは不可能になり、1943年夏、青島へ引き揚げた。1945年には父母の郷里である久留米市へ一家で引き揚げ、そこで終戦を迎える。再び大っぴらに音楽活動ができるようになった中村は、福岡県立中学明善校（現在の福岡県立明善高等学校）で音楽部を結成、熱心に活動に打ち込む。進駐軍とともに米国音楽が流れこんできた時代で、中村は自作の鉱石ラジオで進駐軍向けのラジオ放送を聴いたり、自宅近くの米軍のクラブで披露される演奏を漏れ聞くなど、米国音楽をむさぼるように聞いていた。
1948年春、当時売れっ子の作曲家であった利根一郎が北九州の炭鉱の慰問巡業を行うことになり、一座に加わっていた中村の兄・二大（当時、早大に在籍しながらジャズを行っていた）からの誘いで八大もこれに加わる。大宴会場での興行を会場の隅で見物し、小畑実のバックでピアノを弾いたこともあった。この年の秋の中学の文化祭では、クラシックのコンサートでのピアノ演奏、演劇グループの芝居での伴奏、のど自慢大会での全曲伴奏などをすべて引き受けて、度肝を抜かせた。なお、こののど自慢大会では生涯通じてほとんどなかった生歌の披露を行っており、『セコハン娘』の替え歌を歌った。
1949年春に上京、早稲田大学高等学院の3年に編入。生活費や学費の工面のためにキャバレーでジャズ・ピアノ演奏のアルバイトを始める。夏休みにはクラリネット奏者として独立していた二大の伝手で、大阪の名門ダンスホール『赤玉』に1ヶ月、『谷口安彦とプレミア・スウィング』のメンバーとして赴く。

### ジャズマン時代
1950年、早稲田大学へ入学。二大の紹介から渡辺晋の勧誘を受け、松本英彦、南廣、安藤八郎らとバンド『シックス・ジョーズ』を結成。1年後にはバンドの名は全国に知れ渡り、音楽雑誌『スイングジャーナル』の人気投票でバンドは部門2位、中村はピアニストとして1位を勝ち取った。しかし間もなく、ジャズの芸術性を追求しようとする中村と、あくまでジャズをエンターテインメントとして割り切り、ジャズメンの生活の安定を目指すマネジメント肌の渡辺との間で衝突が発生、中村は松本とともにシックス・ジョーズを脱退してしまう。
1953年、中村、松本、ジョージ川口、小野満の4人で『ビッグ・フォア』を結成。前述の人気投票の各部門の1位のメンバーの顔合わせは若者から熱狂的に歓迎され、日本で初めて野球場での単独コンサートを開催、1954年12月には、文化放送でレギュラー番組『トリス・ジャズ・ゲーム』を持つに至った。この番組には後にコンビを組む永六輔も放送作家として関わっており、曲のリクエストのコーナーでは一観客としてマイナーな曲のリクエストを連発して、メンバーを困らせたという。
しかし1950年代後半に入ると、ジャズ自体の人気が下降線をたどり始め、代わってロカビリーが主流に躍り出る。この人気を牽引したのは渡辺プロダクションを設立していた渡辺晋であった。1958年2月8日、ナベプロが企画した『日劇ウエスタン・カーニバル』で人気に火がつき、山下敬二郎、水原弘、坂本九らスターを続々輩出する。また、専属歌手の給料を歩合制から月給制に改め、草創期にあったテレビに進出して新たな市場を獲得するなど、ナベプロ主導で音楽業界のネットワークが大幅に変革した。
中村はジャズの世界では最後までトップクラスの人気であったが、ジャズが芸術性、前衛性を強めるとともに大衆性を失い、市場が縮小するという悪い流れが続いた。中村はジャズ復興を賭けて、自主リサイタルの開催を決意する。ジャズとクラシックの融合というテーマを掲げ、半年間は仕事をセーブ、リサイタルの準備に打ち込んだ。リサイタルのプログラムには、友人の三島由紀夫からメッセージが寄せられた。しかし意欲が空回りしてイメージと現実の間にギャップが生じ、準備が遅れ始める。精神的に追い詰められた中村はついに薬物に手を出すが、進捗は好転しなかった。仕上げが遅れたことにより譜面の完成は更に遅れ、オーケストラの練習も不十分であった。1958年6月5日、産経ホールで開かれた『中村八大リサイタル』は、公演後の評価はそこそこであったが、芸術肌の中村にとっては無残な失敗であった。その結果、中村に残ったのはジャズの斜陽という現実と膨大な借金、薬物依存という苦境であった。

### 作曲家への転身、レコード大賞受賞
翌1959年2月、TBSラジオの芸術祭参加作品『琴と日本の打楽器のための組曲』を担当した時、締切当日になってスタジオで作曲作業を行っていた中村は、衝動的に自殺を思い立つが、自身の曲がスタジオから流れてきたのを耳にして思いとどまる。自宅へ戻ると直ちに薬物を廃棄、2週間家に閉じこもって禁断症状に耐えた。精神の平静を取り戻すと同時に自身の音楽への向き合い方を内省し、過去に音楽教室を抜けだして観たエンターテインメントや巡業への帯同で学んだ、「音楽は観客と遊離するべきものではない」という考えを自ら破っていたことを悟り、失敗に終わったリサイタルのような芸術性の空回りは、二度とするまいと誓った。
かつて袂を分かった渡辺のもとに頭を下げに行くと、ロカビリーを勉強するよう命ぜられ、ウエスタン・カーニバルの鑑賞を始める。当時ナベプロはロカビリーをテーマにした映画の制作を進めていたが、肝心のロカビリーの曲という点で難題にぶち当たっていた。敗戦後の日本においては外国の曲の無断使用が横行しており、米国側も占領政策の文化面での効用の面から大目に見ていた。しかし日本が独立を回復し、復興が軌道に乗ってもなお野放図的にカバーされていたのが問題視され、1959年を境に著作権法が厳密に適用されるようになったのである。
渡辺は、丁度仕事をもらいに来た中村に映画の音楽担当を依頼した。中村は大喜びで引き受けたが、中村と面識がなかった東宝側の山本紫朗（1903年 - 1995年）（和田誠の伯父）から、オーディションとして翌日までに10曲楽曲を持ってくるよう求められた。それまでジャズ一筋でやってきた中村は作詞家との伝手はなく、思案に暮れているとたまたま永六輔とばったり出会った。永は放送作家一筋で作詞の経験は皆無だったが、中村の依頼に二つ返事で引き受けた。そのまま2人して中村の自宅へ向かい、朝までかかってそれぞれ10曲分の歌詞とメロディーを制作、そこから2人で原稿を突き合わせ、直しと並行して中村が編曲、写譜屋を3人呼んでオーケストラ用の譜面に書き起こすという突貫作業を一日中かかって行い、完成した10曲を持って中村が東宝撮影所へ直行、山本に楽譜を手渡した。山本に作品が認められて、中村は音楽監督に採用された。
中村が担当した映画は『檻の中の野郎たち』と『青春を賭けろ』の2作で、作中には永と共作した作品も流された。中でも、水原弘が歌った『黒い花びら』では水原の歌声と中村の新奇なアレンジが受けてヒットする。同曲は、同年に始まった第1回日本レコード大賞にノミネートされ、審査を勝ち抜き大賞に輝いた。なお、当時のノミネートの基準は、作曲家協会所属の作曲家による作品に限られており、フリーランスの中村の作品には権利がないことが審査中に発覚したため、急遽中村が協会に加盟するという措置がとられた。
後年判明したところでは、賞の趣旨は従来のレコード会社お抱えの作詞家・作曲家による似たり寄ったりの楽曲の世界の打破、日本の“新しい音楽”の創設であり、制定を主導した古賀政男と服部良一は当時の音楽家としては珍しい、音楽学校出身でない音楽人であった。審査中には「ロカビリーだから」という理由で「黒い花びら」が除外されかけたこともあったが、2人が「どのジャンルの曲だろうが、いい曲はいい曲だ」と擁護していた。擁護された中村と永も早稲田大学出身のアマチュアコンビであった。以降、2人は「六・八コンビ」として数多くのヒット曲を世に送り出してゆく。1961年に発売された『上を向いて歩こう』は、1963年に米国チャートで1位に輝き、日本の音楽が世界に通用することが証明された。2人の活躍により以降、専属作家による寡占状態は徐々に弱まってゆき、岩谷時子、宮川泰、いずみたく、浜口庫之助、加山雄三らが後に続いた。ロカビリーの後継として1960年代後半にブームになったグループ・サウンズに至ってはフリーランスの作家の登竜門と位置付けられており、この頃にはレコード会社の専属作家というシステムはほぼ終焉を迎えた。
1963年秋、中村は過労がたたって十二指腸潰瘍で入院する。11月に発売した永との共作『こんにちは赤ちゃん』（歌：梓みちよ）で2度目のレコード大賞受賞。翌年夏から1年間をニューヨークで過ごし、休養を兼ねて世界の音楽を学ぶ。
1960年代に入ると音楽を通じて自己表現を図る若者が登場し、シンガーソングライターが現れた。中村は歌詞とメロディーの時代は去り、ビートの時代が訪れたことを悟った。永は作詞家を辞めて放送作家に返り咲き、一方で中村は子供の頃からの夢であった交響曲に取り組み始める。中村は交響曲を「全ての音楽の集大成」と位置付けており、自身の音楽生活の集大成として臨んだ。しかし、交響曲披露演奏会が近づいた頃、ひどい風邪を引いて作曲作業が困難になったため、玉木宏樹のところに三段譜で書いた交響曲スケッチ譜面を持ち込んでオーケストレーションの完成を依頼し、玉木は40段のスコアにして完成させた。後年の玉木の回顧によると「曲調は少しプロコフィエフ風で、けして悪くない曲だった」という。また同時に、社会的作品として環境問題をテーマにした『水の歌』にも取り組み、構成には永に代わり谷川俊太郎を迎え入れた。リサイタルは中村本人にとっても満足が行く出来栄えであった。しかし達成感と同時に、疲労感と虚脱感も大きかった。リサイタルを終えて間もなくの1971年初頭、糖尿病を発症する。

### 晩年
1992年6月10日、心不全のため死去。61歳没。晩年は持病の糖尿病やうつ病に苦しみ音楽活動の一線からは退いていた。葬儀は浄土真宗で行ったが、77日忌は日蓮宗にて行われた。墓所は池上本門寺。
現在は、長男の中村力丸が八大の個人事務所「八大コーポレーション」を引き継ぎ、当該会社で楽曲の権利を管理している。

## 上を向いて歩こう（Sukiyaki）
1961年7月21日「第三回中村八大リサイタル」で初演。歌詞に秋の部分を加えると共に、構成とアレンジを練り上げ、NHKテレビ「夢であいましょう」の「今月の歌」で流れる。大反響を呼び10 - 11月の2ヵ月に延長。10月15日東芝レコードより発売 （作詞：永六輔、作曲：中村八大、歌：坂本九）
1962年フランスのパテ・マルコーニから発売
1963年米国のキャピトル・レコードから発売され、日本人の曲として初の全米チャート1位を獲得 （ビルボード6月15日から3週連続、キャッシュボックス4週連続）
1981年黒人女性デュオ「テイスト・オブ・ハニー」が英語版を発売。 ビルボード最高位3位を獲得
1993年黒人ラッパー「スヌープ・ドギー・ドッグ」がデビューアルバムで取り上げ、史上初の全米チャート初登場1位に輝く
1995年ボーカルグループ「4PM」がカバー。 ビルボード最高位8位を記録

## その他の作品
- 日本テレビの『笑点』や、TBSの『JNNニュース』のテーマ曲（昭和50年代間使用）など、各テレビ番組のオープニングテーマも作曲している。
- 東海テレビの開局5周年を記念して作られたステーションソング「楽しい1チャンネル」を作曲している[22]。
- CBCラジオ『0時半です松坂屋ですカトレヤミュージックです』などテレビ、ラジオのジングルの作曲数は膨大である。
- 早稲田大学応援歌「吼えろ早稲田の獅子」や「いざ青春の生命のしるし」の作曲者でもある。
- パ・リーグ公式連盟歌「白いボールのファンタジー」を作曲した（一般公募の歌詞に曲をつけたもの）。かなりの年月が経過していたためほぼ忘れ去られた存在であったが、2004年、プロ野球再編問題で世間が大騒ぎしていたとき、パ・リーグファンが歌い出したことから再び注目された。
- 近畿日本鉄道の社歌「近鉄の歌」など、企業の楽曲も作曲した事例もある。なお、近鉄の歌の作詞者は永六輔である。

## 主な作曲作品
- 梓みちよ
  - 「こんにちは赤ちゃん」 第5回日本レコード大賞受賞
  - 「STVの歌」 札幌テレビ放送イメージソング
- 北島三郎
  - 「帰ろかな」
- 九重佑三子
  - 「コメットさん」 TBS『コメットさん』テーマソング
  - 「ウェディング・ドレス」
  - 「しあわせ」
  - 「青い恋」
  - 「抱きしめて」
- 堺正章
  - 「明日を祈る」
  - 「なんでこんなに」
- 坂本九
  - 「上を向いて歩こう」 全米チャート・ビルボード3週連続1位。 世界70ヶ国でリリース
  - 「明日があるさ」 2001年にウルフルズとRe:Japanのカバーで再ヒット
  - 「一人ぼっちの二人」2008年の連続テレビ小説『だんだん』の中で使用されている。
  - 「銀座の夜」
  - 「さよならさよなら」
  - 「世界の国からこんにちは」 日本万国博覧会（大阪万博、EXPO'70）テーマソング
  - 「そして想い出」日本初の手話による手話のための歌
  - 「口笛だけが」「夢を育てよう」「フライパンの唄」「銀座の夜」「太陽と土と水を」
  - 「生きていてよかった」ほか多数
- 坂本スミ子
  - 「夢であいましょう」 NHK総合テレビ『夢であいましょう』テーマソング
- 4代目三遊亭小圓遊
  - 「マドモアゼル」
- 4代目三遊亭小圓遊・三波伸介・5代目三遊亭圓楽・桂歌丸・6代目三遊亭圓窓・林家こん平・林家木久蔵（現：林家木久扇）・松崎真
  - 「アリャリャン音頭」
- ヤング101（NHK総合テレビジョン『ステージ101』オリジナルソング）
  - 「涙をこえて」 シング・アウト（第1回合歓ポピュラーフェスティバル・作曲グランプリ受賞曲）
  - 「夕べの祈り」江崎英子
  - 「恋人中心世界」小林啓子
  - 「若い旅」塩見大治郎＆ヤング101
  - 「おやすみなさい」若子内悦郎
  - 「朝が来た」井口典子
  - 「駄目ね!」ザ・チャープス
  - 「脱線列車にのり込んで」ヤング101
- ジャニーズ
  - 「若い涙」 デビュー曲。ジャニーズ事務所のスタートを飾った曲
- 宝みつ子（「嵯峨野れい」名義）
  - 「しゃれた気分」
  - 「東京-パリ」
  - 「ルイサが知りたきゃ蛇にきけ」
- ダークダックス
  - 「近鉄の歌」（近畿日本鉄道社歌）
- 田辺靖雄・梓みちよ
  - 「いつもの小道で」
  - 「ひとりだけの歌」
- デューク・エイセス
  - 「おさななじみ」
  - 「続・おさななじみ」
  - 「おさななじみ…その後」
- 中尾ミエ
  - 「雨の遊園地」
- 中山千夏
  - 「宇宙にとびこめ」
- 西田佐知子
  - 「初めての街で」 菊正宗酒造のコマーシャルソング
  - 「故郷のように」 NHK『夢であいましょう』今月のうた
- 萩本欽一・真屋順子
  - 「欽一・順子の子守唄」 テレビ朝日『欽ちゃんのどこまでやるの!?』挿入歌
  - 「妻は夫をいたわりつ」
- ザ・ピーナッツ
  - 「私と私」
  - 「東京の四月」
  - 「幸福のシッポ」
- 弘田三枝子
  - 「 ルックチョコレートの歌」不二家ルックチョコレートCMソング（1962年）
  - 「ブルージン・ブルース」
  - 「寝不足なの」
- ジェリー藤尾
  - 「遠くへ行きたい」 第4回日本レコード大賞作曲賞受賞
  - 「インディアン・ツイスト」
- 松崎しげる
  - 「ぼく達はこの星で出会った」 遺作。第1回古関裕而記念音楽祭・金賞受賞曲
- 水原弘
  - 「黒い花びら」 第1回日本レコード大賞受賞
  - 「黄昏のビギン」（永六輔との共同作詞）
  - 「黒い落葉」「青春を賭けろ」「暗い慕情」「野良犬の歌」「この青さこの若さ」「水にうつりし月」「恋のカクテル」「別離」「黒い貝殻」「男一匹旅がらす」「黒い三度笠」「黒い旅鴉」「星の下の瞳」「風に歌おう」「青春を賭けろ」「素晴らしい人生」「東京の夜」「何も云わないで」
- 三波春夫
  - 「世界の国からこんにちは」 日本万国博覧会（大阪万博、EXPO'70）テーマソング
- 森山加代子
  - 「じんじろげ」
  - 「青空を抱きしめよう」
  - 「幸福のシッポ」
- その他
  - 東海テレビ放送のステーションソング「楽しい1チャンネル」（1963年）[22]
  - 「振り向けば松坂屋」松坂屋CMソング（1964年）
  - 「天才クイズ」（中部日本放送）のテーマソング「天才クイズの歌」（1967年）
  - 「笑点」（日本テレビ系列）のテーマ音楽 （1969年11月 - 現在）
  - 「遠くへ行きたい」（よみうりテレビ・日本テレビ系列）のテーマソング （1970年10月 - 現在）
  - 「ステージ101」（NHK総合テレビ）のテーマソング （1970年1月 - 1973年4月）
  - 「JNNニュース」（TBS系列）のテーマBGM （1975年春 - 1984年秋まで使用）
  - 「想い出はいつも」（埼玉県草加市歌）
  - 「川口市立新郷東小学校校歌」（作詞は岩谷時子）
  - 「柏市立柏高等学校校歌」（作詞・作曲）
  - 「月隈こども園園歌」（大分県日田市にある認定こども園。作詞は当時の園長・武内一美）
  - サンフランシスコ日本語補習校校歌「いつか世界の架け橋に」作曲 中村八大 作詞 サンフランシスコ日本語補習校生徒
  - 「真壁町立真壁小学校（現:桜川市立桃山学園）校歌」（作詞・作曲）

## 自身の作品

### シングル
- 太陽と土と水を（1971年、東芝音楽工業、TP-2578）

### アルバム
- HACHIDAI NAKAMURA（1959年、キングレコード、KC 7）-　2004年8月4日に初CD化
- 中村八大のすべて　夢で逢いましょう（テイチクレコード、SL-1202）
- ミスティ Misty（TP-60301）-　1992年9月3日にCD化
- 愛の誓い（1992年9月3日、東芝EMI）

## 出演番組
- 仲間の音楽会（NHKラジオ第1）

## 著書
- 『ぼく達はこの星で出会った』黒柳徹子, 永六輔 編. 講談社, 1992.9

## 演じた俳優
- 山崎銀之丞 - 「上を向いて歩こう 坂本九物語」（2005年、テレビ東京）
- ふかわりょう - 「ザ・ヒットパレード〜芸能界を変えた男・渡辺晋物語〜」（2006年5月、フジテレビ系）
- 崎本大海 - 「トットちゃん!」（2017年、テレビ朝日）
- 岡田准一「SUKIYAKI 上を向いて歩こう」（2026年、東宝）